# Gastrozona vulgaris
Gastrozona vulgaris är en tvåvingeart som beskrevs av Zia 1937. Gastrozona vulgaris ingår i släktet Gastrozona och familjen borrflugor. Inga underarter finns listade i Catalogue of Life.